# Pandanus samoensis
Pandanus samoensis är en enhjärtbladig växtart som beskrevs av Otto Warburg. Pandanus samoensis ingår i släktet Pandanus och familjen Pandanaceae. Inga underarter finns listade.